# ماكسيم كوكوشا
ماكسيم كوكوشا (مواليد 9 أغسطس 1983) هو سبّاح أوكراني، مثّل بلاده في الألعاب الأولمبية الصيفية 2004.

## روابط خارجية
ماكسيم كوكوشا على موقع الاتحاد الدولي للسباحة (الإنجليزية)
- ماكسيم كوكوشا على موقع أوليمبيديا (الإنجليزية)